# Гловно
Гло́вно (пол. Głowno) — місто в центральній Польщі.
Належить до Згезького повіту Лодзького воєводства.
Належить до Лодзької агломерації.
У Гловні народився олімпійський чемпіон з ковзанярського спорту Збігнев Брудка.

## Демографія
Демографічна структура станом на 31 березня 2011 року:
|          | Загалом | Допрацездатний вік | Працездатний вік | Постпрацездатний вік |
| -------- | ------- | ------------------ | ---------------- | -------------------- |
| Чоловіки | 7194    | 1348               | 4994             | 852                  |
| Жінки    | 7929    | 1230               | 4622             | 2077                 |
| Разом    | 15123   | 2578               | 9616             | 2929                 |